# Литар
Литар је метричка јединица за запремину. Литар није СИ јединица, али је (заједно са јединицама као што су сати и дани) уврстана као једна од „јединица ван СИ које су прихваћене за употребу у оквиру СИ“. СИ јединица за запремину је кубни метар (m³). Литар је једнак са 1 кубним дециметром (dm³), 1.000 кубних центиметара (cm³) или 1/1.000 кубног метра. Кубни дециметар (или литра) заузима запремину од 10×10×10 центиметара (погледајте слику) и стога је једнака једној хиљадитини кубног метра.
Симбол за литар је мало (l) или велико (L) слово. Курзивно мало слово l (ℓ) се такође користи, али га Међународни биро за тежине и мере не прихвата.
Оригинални француски метрички систем је користио литар као основну јединицу. Реч литар је изведена из старе француске јединице,  , чије име је потекло из грчког — где је то била јединица тежине, а не запремине — преко латинског, и која је била једнака са приближно 0,831 литра. Литар је исто тако кориштен у неколико следећих верзија метричког система и био је прихваћен за употребу са СИ, мада званично није СИ јединица.
Један литар течности воде има масу од скоро тачно једног килограма, пошто је килограм оригинално дефинисан 1795. године као кубни дециметар воде на температури топљења леда. Накнадне редефиниције метра и килограма су узроковале да тај однос више не постоји.

## Дефиниција
Од 1901. до 1964, литар је дефинисан као запремина једног килограма чисте воде при максималној густини и стандардном притиску. Килограм је био дефинисан као маса платинумског/иридијумског цилиндра који се чува у Севру у Француској, која је намерно изабрана да буде иста са масом горе поменутог литра воде. Касније је откривено да је цилиндар био око 28 делова на милион превелик и да је стога један литар једнак са око 1.000028 dm³. Додатно, однос масе и запремине воде (као и сваког флуида) зависи од температуре, притиска, чистоће и изотопске униформности. Године 1964, дефиниција којом се повезује литар са масом је напуштена у корист садашње дефиниције. Мада литар није СИ јединица, њега је организација  (стандардно тело које дефинише СИ) прихватила за употребу. CGPM дефинише литар и његове прихватљиве симболе.
Литар је једнак:
- 0.001 кубном метру
- 1 кубном дециметру
- 1000 кубних центиметара
- запремини коцке ивице 10 центиметара

Има 1000 литара у једном кубном метру (m³).
Литар се даље дели на мање јединице користећи СИ префиксе, тако да је 1 литар еквивалентан са:
- 1.000.000 микролитара (µL)
- 1,000 милилитара (mL) = 1,000 кубних центиметара (cm³),
- 100 центилитара,
- 10 децилитара,
- 0.01 хектолитара (hL).

Веће запремине могу да се мере килолитрима (1  = 1000 литара) или мегалитрима (1  = 1000000 литара).
микролитар << милилитар < центилитар < децилитар < литар
Не постоји међународни стандард у погледу тога када се требају користи литри, а када кубни метри. У пракси, литре се најчешће користе за ствари мерене по њиховом капацитету или величини посуде у којима се налазе (као што су течности и бобице), док се кубни метри (и изведене јединице) најчешће користе за ствари мерене по њиховим димензијама или количини истиснуте течности. Литар се такође често користи у неким прорачунатим мерењима, као што је густина, што омогућава лако поређење са густином воде.
Литар је једнак по запремини са милистером, једном застарелом метричком јединицом изван СИ која се обично користи као мера за количину суве робе (нпр. метар дрва).

## Објашњење
Литри се најчешће користе за ставке (флуиде и чврсте материјале који се могу сипати) који се мере по капацитету или величини њиховог контејнера, док се кубни метри (као изведене јединице) најчешће се користе за предмете мерене по димензијама или запремином течности коју истискују. Литар се често користи у неким композитним мерама, као што је густина (kg/L), што омогућава лако поређење са густином воде.
Један литар воде има масу од скоро тачно једног килограма кад је мерен при својој максималној густини, до чега долази на око 4 °C. Слично томе: један милилитар (1 mL) воде има масу од око 1 g; 1.000 литара воде имају масу од око 1.000 kg (1 тона). Ова веза важи јер је грам оригинално био дефинисан као маса 1 mL воде; међутим, ова дефиниција је напуштена 1799. године, јер се густина воде мења са температуром и, врло благо, са притиском.
Сада је познато да густина воде зависи и од изотопских односа атома кисеоника и водоника у одређеном узорку. Модерна мерења Бечког стандарда средње океанске воде, која је чиста дестилована вода са репрезентативном изотопском композицијом просека светских океана, показују да она има густину од 0,999975 ±0,000001 kg/L при својој тачки максималне густине (3,984 °C) под стандардним атмосферским условима (760 тора, 101.325 ) притиска.

## СИ префикси примењени на литар
Литар није званична СИ јединица, али се може користити са СИ префиксима. Најчешће коришћена изведена јединица је милилитар, дефинисан као један хиљадити део литра, а такође се често назива и именом СИ изведене јединице „кубни центиметар”. Он се често користи, посебно у медицини, кувању и аутомобилском инжењерству. Остале јединице могу се наћи у доњој табели, где су често коришћени термини подебљани. Међутим, поједини органи власти не саветују употребу дела тих умножака; на пример, у Сједињеним Државама, НИСТ заговара употребу милилитара или литра уместо центилитра.
| Умножак | Име        | Симболи | Симболи | Еквивалентна запремина | Еквивалентна запремина   |         | Подумножак | Име | Симболи | Симболи | Еквивалентна запремина    | Еквивалентна запремина |
| 100 L   | литар      | l       | L       | dm³                    | кубни дециметар          |         |            |     |         |         |                           |                        |
| 101 L   | декалитар  | dal     | daL     | 101 dm³                | десет кубних дециметара  | 10−1 L  | децилитар  | dl  | dL      | 102 cm³ | сто кубних центиметара    |                        |
| 102 L   | хектолитар | hl      | hL      | 102 dm³                | сто кубних дециметара    | 10−2 L  | центилитар | cl  | cL      | 101 cm³ | десет кубних центиметара  |                        |
| 103 L   | килолитар  | kl      | kL      | m³                     | кубни метар              | 10−3 L  | милилитар  | ml  | mL      | cm³     | кубни центиметар          |                        |
| 106 L   | мегалитар  | Ml      | ML      | dam³                   | кубни декаметар          | 10−6 L  | микролитар | μl  | μL      | mm³     | кубни милиметар           |                        |
| 109 L   | гигалитар  | Gl      | GL      | hm³                    | кубни хектометар         | 10−9 L  | нанолитар  | nl  | nL      | 106 μm³ | милион кубних микрометара |                        |
| 1012 L  | тералитар  | Tl      | TL      | km³                    | кубни километар          | 10−12 L | пиколитар  | pl  | pL      | 103 μm³ | хиљаду кубних микрометара |                        |
| 1015 L  | петалитар  | Pl      | PL      | 103 km³                | хиљаду кубних километара | 10−15 L | фемтолитар | fl  | fL      | μm³     | кубни микрометар          |                        |
| 1018 L  | ексалитар  | El      | EL      | 106 km³                | милион кубних километара | 10−18 L | атолитар   | al  | aL      | 106 nm³ | милион кубних нанометара  |                        |
| 1021 L  | зеталитар  | Zl      | ZL      | Mm³                    | кубни мегаметар          | 10−21 L | зептолитар | zl  | zL      | 103 nm³ | хиљаду кубних нанометара  |                        |
| 1024 L  | јоталитар  | Yl      | YL      | 103 Mm³                | хиљаду кубних мегаметара | 10−24 L | јоктолитар | yl  | yL      | nm³     | кубни нанометар           |                        |

## Неметричке конверзије
| Метричка јединица | Приближна вредност | Неметричка јединица      | Систем      | Неметричка јединица        | Метричка еквивалентност |
| 1 L               | ≈ 0.87987699       | кварт                    | Империјални | 1 кварт                    | ≡ 1.1365225 L           |
| 1 L               | ≈ 1.056688         | кварт течности           | САД         | 1 кварт течности           | ≡ 0.946352946 L         |
| 1 L               | ≈ 1.75975326       | пинта                    | Империјални | 1 пинта                    | ≡ 0.56826125 L          |
| 1 L               | ≈ 2.11337641       | пинта течности           | САД         | 1 пинта течности           | ≡ 0.473176473 L         |
| 1 L               | ≈ 0.21997          | галон                    | Империјални | 1 галон                    | ≡ 4.54609 L             |
| 1 L               | ≈ 0.2641720523     | течни галон              | САД         | 1 течни галон              | ≡ 3.785411784 L         |
| 1 L               | ≈ 0.0353146667     | кубна стопа              |             | 1 кубна стопа              | ≡ 28.316846592 L        |
| 1 L               | ≈ 61.023744        | кубни инчи               |             | 1 кубни инч                | ≡ 0.016387064 L         |
| 1 L               | ≈ 35.1950          | унце течности            | Империјални | 1 унца течности            | ≡ 28.4130625 mL         |
| 1 L               | ≈ 33.8140          | уобичајене унце течности | САД         | 1 уобичајена унца течности | ≡ 29.5735295625 mL      |

### Грубе конверзије
Један литар је нешто више од једног америчког течног кварта и нешто мање од једног империјалног кварта или једног америчког сувог кварта. А мнемоник за његову запремину релативно на империјалну пинту је „литар воде је пинта и три четвртине”.
Литар је запремина коцке са странама од 10 cm, што је нешто мање од коцке са странама од 4 инча (или једне трећине стопе). Једна кубна стопа би садржала тачно 27 таквих коцки (четири инча на свакој страни), што чини једну кубну стопу приближно једнаком са 27 литара. Једна кубна стопа има тачну запремину од 28,316846592 литара, што је унутар 5% од 27-литарске апроксимације.
Литар течне воде има масу скоро тачно једнаку са једним килограмом. Једна рана дефиниција килограма била је постављена као маса једног литра воде. Због тога што се запремина мења с температуром и притиском, а притисак користи јединице масе, дефиниција килограма је промењена. При стандардном притиску, један литар воде има масу од 0,999975 kg на 4 °C, и 0,997 kg на 25 °C.

## Симбол
Симбол за литар је првобитно био l (мало слово л). Да би се смањила конфузија са бројем 1, L (велико слово Л) је прихваћено као алтернативни симбол 1979. године. Амерички Национални институт за стандарде и технологију предлаже коришћење великог слова L. Велико L је такође пожељније у Канади и Аустралији. Симболи за изведене јединице (користећи велико L) су следећег облика: µL, mL, kL, ML...
Пре 1979, симбол ℓ је ушао у честу употребу у неким државама; на пример предложен је од стране публикације М33 Јужноафричког бироа за стандарде 1970их година. Овај симбол је остао у честој употреби, али га Међународни биро за тежине и мере званично не признаје.

## Историја
Прво име литра је било „кадил” (фр. cadil); стандарди су приказани у Музеју уметности и заната у Паризу.
1795. године, литар је уведен у Француској као једна од нових „републиканских мера“, а дефинисан је као један кубни дециметар. Име му је изведено из старије француске јединице, литрона, чије је име дошло од грчког преко латинског језика. Један литар воде има масу од скоро тачно једног килограма, услед тога што је грам дефинисан 1795. године као један кубни центиметар воде на температури топљења леда. Оригинална дециметарска дужина је била 44,344 линија (фр. lignes), што је ревидирано 1798. на 44,3296 линија. То је учинило оригинални литар једнаким са 1,000974 данашњег кубног дециметра. На бази таквог литра је конструисан килограм.

1879. године, Међународни комитет за тежине и мере је усвојио дефиницију литра, као и симбол l.
1901. године, на трећој Генералној конференцији тежина и мера, литар је редефинисан као простор испуњен једним килограмом чисте воде на температури своје највеће густине (3.98 °C) под притиском од 1 . По овоме, један литар је био једнак са приближно 1.000028 dm³ (ранија дела често наводе 1.000027 dm³).
1964. године, на дванаестој Генералној конференцији тежина и мера, литар је поново дефинисан у тачној релацији са метром, као још једно име за кубни дециметар, тј. тачно 1 dm³.
1979. године, на шеснаестој Генералној конференцији тежина и мера, алтернативни симбол L је усвојен. Конференција је такође изразила жељу да се у будућности само један од ова симбола задржи, али је 1990. речено да је још увек прерано да се то уради.

## Употреба за индикацију капацитета
Поља у којима се литар и милилитар користе као мерење нетечних запремина, где је назначен капацитет контејнера, укључују:
- Чврсти материјали који се могу сипати и мерити у својим контејнерима (као што су, на многим местима, бобице)
- Величина аутомобилског пртљажника[13]
- Ранци и пењачки руксаци[14]
- Рачунарска кућишта[15]
- Микроталасне пећи
- Хладњаци[16]
- Контејнер за рециклажу[17]
- Запремина мотора[18]